# Njál Torgeirsson
Njál Torgeirsson (islandsk: Njáll Þorgeirsson;  sandsynligvis født før 950; død ca. 1010) eller Brennu-Njál (Brente-Njal) var en islandsk høvding, som boede på Bergþórshvoll (Bergtorskvål) og den, som Njáls saga er navngivet efter. Han spiller en vigtig rolle i denne saga. 
Njál var ifølge sagaen søn af Torgeir "gollnir" Torolfsson (Þorgeir "gollnir" Þórólfsson) og Åsgerd Askelsdotter (Ásgerður Áskelsdóttir; morens navn er ukendt, og Åsgerd var hans bedstemor, en flygtning fra Norge). Hans hustru var Bergtora Skarphedinsdotter (Bergþóra Skarphéðinsdóttir). Sagaen beskriver ham som en snild, rig og smuk mand på trods af, at han var skægløs. Han var  lovkyndig, klog og fremsynet og gav gode råd til alle, som kom til ham. Han var god ven med Gunnar fra Lidarende. 
Njál døde sammen med resten af familien, da han valgte at brænde inde på gården Bergþórshvoll, selv om han bliver tilbudt at gå fri, da gården blev angrebet af hans sønners fjender. Afbrændingen af Bergþórshvoll skete ifølge arkæologiske udgravninger ca. 1010. 
Njáll er en norrøn form af det gæliske Niall, som svarer til det moderne engelske navnet Neil.